# Korea (dans)
Korea (grekiska: choreia, khoreia, χορεία, latin: chorea, ringdans) är en ringdans (χορεύω σε κύκλο) ackompanjerad av sång känd från antikens Grekland. Bl.a. omnämnd i Homeros' Iliaden. 
Dansen är även känd i andra kulturer under namn som etymologiskt härstammar från det grekiska: Khorovod Ryssland, hora i Rumänien, Moldavien och Israel och horo i Bulgarien.
- Korea är även namnet på en halvö i Asien. Se Korea.
- Korea är också namnet på en danssjuka. Se Huntingtons sjukdom respektive Sydenhams korea.